# Microphthalma nigeriensis
Microphthalma nigeriensis är en tvåvingeart som beskrevs av Villeneuve 1935. Microphthalma nigeriensis ingår i släktet Microphthalma och familjen parasitflugor.
Artens utbredningsområde är Nigeria. Inga underarter finns listade i Catalogue of Life.